# Giuseppe Grassotti
Giuseppe Grassotti, detto Mimmo (Pegognaga, 19 marzo 1938 – Moglia, 16 novembre 2024), è stato un allenatore di calcio italiano.
Nel 2003 ha scritto un libro, intitolato Di calcio e di risotti.

## Carriera

### Giocatore
Ha militato nelle giovanili del Palermo, proseguendo poi la carriera prevalentemente nelle serie minori. Tra il 1964 e il 1966 ha giocato nel Caltagirone, collezionandovi in tutto 55 presenze in Serie D.

### Allenatore
Inizia l'attività di allenatore con il Guastalla e con il Carpi, per ritornare poi al Palermo nel 1975, come vice di Benigno De Grandi e poi di Antonio De Bellis. A seguito dell'esonero del tecnico, gli subentra pro tempore per una sola partita, la sconfitta interna contro il Lanerossi Vicenza del 24 aprile 1977; mantiene poi il ruolo di allenatore in seconda anche con il nuovo allenatore Fernando Veneranda.
In seguito ha allenato l'Imola, nella Serie D 1978-1979, il Vittoria in Serie C2 nella stagione successiva, la Nuova Igea (nella stagione 1980-1981, in Serie C2, venendo esonerato a campionato in corso) e la Berretti dell'Inter, tra il 1981 ed il 1984. Con i giovani nerazzurri vince uno scudetto di categoria e partecipa al Trofeo Dossena nel 1984. Nella stagione 1984-1985, su indicazione di Sandro Mazzola, viene ingaggiato dall'Imperia, in Serie C2, chiudendo il campionato al 18º posto in classifica con conseguente retrocessione nel Campionato Interregionale. Nel campionato seguente allena il Modica, nel Campionato Interregionale.
Torna poi ad occuparsi delle formazioni giovanili di diverse squadre lombarde ed emiliane (Monza, Varese, Voghera, Fidenza, SPAL e Solbiatese). Nella stagione 1998-1999 allena il Suzzara, nel campionato di Eccellenza lombarda; l'anno successivo subentra sulla panchina della Castellana di Castelgoffredo, nella stessa categoria, venendo esonerato nel febbraio del 2000.
Tra il 2002 ed il 2003 guida la selezione regionale Allievi della Lombardia; successivamente ricopre l'incarico di osservatore per Varese e Piacenza. Ha poi allenato nelle giovanili del Gonzaga, società di Seconda Categoria, ricoprendo contemporaneamente anche il ruolo di direttore sportivo della prima squadra.

## Palmarès

### Allenatore

#### Competizioni giovanili
- Campionato Berretti: 1

Inter: 1983-1984